# Белоглинка (Хабаровский край)
Белогли́нка — село в Ульчском районе Хабаровского края. Входит в состав Тырского сельского поселения.

## Население
| 1992 | 2002 | 2010 | 2011 | 2012 | 2021 |
| ---- | ---- | ---- | ---- | ---- | ---- |
| 91   | ↘90  | ↘51  | ↘50  | ↘48  | ↘11  |